# David Nemeth
David Nemeth (Eisenstadt, 18 marzo 2001) è un calciatore austriaco, difensore del St. Pauli.

## Caratteristiche tecniche
È un difensore centrale.

## Carriera
Cresciuto nel settore giovanile dello Sturm Graz, debutta in prima squadra il 25 maggio 2019 giocando l'incontro di Bundesliga perso 4-0 contro il Wacker Innsbruck.

## Statistiche
Statistiche aggiornate al 13 gennaio 2022.

### Presenze e reti nei club
| Stagione         | Squadra          | Campionato       | Campionato | Campionato | Coppe nazionali | Coppe nazionali | Coppe nazionali | Coppe continentali | Coppe continentali | Coppe continentali | Altre coppe | Altre coppe | Altre coppe | Totale | Totale | Totale |
| Stagione         | Squadra          | Comp             | Pres       | Reti       | Comp            | Pres            | Reti            | Comp               | Pres               | Reti               | Comp        | Pres        | Reti        | Pres   | Reti   |        |
| ---------------- | ---------------- | ---------------- | ---------- | ---------- | --------------- | --------------- | --------------- | ------------------ | ------------------ | ------------------ | ----------- | ----------- | ----------- | ------ | ------ | ------ |
| 2018-2019        | Mattersburg II   | RL               | 10         | 0          |                 | -               | -               |                    | -                  | -                  |             | -           | -           | 10     | 0      |        |
| 2019-2020        | Mattersburg II   | RL               | 13         | 0          |                 | -               | -               |                    | -                  | -                  |             | -           | -           | 13     | 0      |        |
| 2018-2019        | Mattersburg      | BL               | 1          | 0          | CA              | 0               | 0               |                    | -                  | -                  |             | -           | -           | 1      | 0      |        |
| 2019-2020        | Mattersburg      | BL               | 12         | 0          | CA              | 0               | 0               |                    | -                  | -                  |             | -           | -           | 12     | 0      |        |
| 2020-gen. 2021   | Magonza II       | RL               | 2          | 0          |                 | -               | -               |                    | -                  | -                  |             | -           | -           | 2      | 0      |        |
| gen.-giu. 2021   | Sturm Graz       | BL               | 28         | 2          | CA              | 4               | 0               |                    | -                  | -                  |             | -           | -           | 32     | 2      |        |
| 2021-2022        | Magonza          | BL               | 6          | 0          | CG              | 1               | 0               |                    | -                  | -                  |             | -           | -           | 7      | 0      |        |
| 2022-2023        | St. Pauli        | 2.L              | 8          | 1          | CG              | 0               | 0               | -                  | -                  | -                  | -           | -           | -           | 8      | 1      |        |
| 2023-2024        | St. Pauli        | 2.L              | 7          | 0          | CG              | 1               | 0               |                    | -                  | -                  |             | -           | -           | 8      | 0      |        |
| Totale St. Pauli | Totale St. Pauli | Totale St. Pauli | 15         | 1          |                 | 1               | 0               |                    | -                  | -                  |             | -           | -           | 16     | 1      |        |
| Totale carriera  | Totale carriera  | Totale carriera  | 87         | 3          |                 | 6               | 0               |                    | -                  | -                  |             | -           | -           | 93     | 3      |        |

### Cronologia presenze e reti in nazionale
| Cronologia completa delle presenze e delle reti in nazionale ― Austria under 21 | Cronologia completa delle presenze e delle reti in nazionale ― Austria under 21 | Cronologia completa delle presenze e delle reti in nazionale ― Austria under 21 | Cronologia completa delle presenze e delle reti in nazionale ― Austria under 21 | Cronologia completa delle presenze e delle reti in nazionale ― Austria under 21 | Cronologia completa delle presenze e delle reti in nazionale ― Austria under 21 | Cronologia completa delle presenze e delle reti in nazionale ― Austria under 21 | Cronologia completa delle presenze e delle reti in nazionale ― Austria under 21 |
| Data                                                                            | Città                                                                           | In casa                                                                         | Risultato                                                                       | Ospiti                                                                          | Competizione                                                                    | Reti                                                                            | Note                                                                            |
| ------------------------------------------------------------------------------- | ------------------------------------------------------------------------------- | ------------------------------------------------------------------------------- | ------------------------------------------------------------------------------- | ------------------------------------------------------------------------------- | ------------------------------------------------------------------------------- | ------------------------------------------------------------------------------- | ------------------------------------------------------------------------------- |
| 27-3-2021                                                                       | San Pedro del Pinatar                                                           | Austria under 21                                                                | 10 – 0                                                                          | Arabia Saudita under 21                                                         | Amichevole                                                                      | -                                                                               | 46’                                                                             |
| 29-3-2021                                                                       | San Pedro del Pinatar                                                           | Austria under 21                                                                | 2 – 0                                                                           | Polonia under 21                                                                | Amichevole                                                                      | -                                                                               | 46’                                                                             |
| 4-6-2021                                                                        | Ritzing                                                                         | Austria under 21                                                                | 2 – 1                                                                           | Slovacchia under 21                                                             | Amichevole                                                                      | -                                                                               | 59’                                                                             |
| 8-6-2021                                                                        | Ried im Innkreis                                                                | Austria under 21                                                                | 2 – 0                                                                           | Estonia under 21                                                                | Qual. Europeo Under-21 2023                                                     | -                                                                               |                                                                                 |
| 8-10-2021                                                                       | Pärnu                                                                           | Estonia under 21                                                                | 0 – 4                                                                           | Austria under 21                                                                | Qual. Europeo Under-21 2023                                                     | -                                                                               | 18’ 57’                                                                         |
| 12-10-2021                                                                      | Tampere                                                                         | Finlandia under 21                                                              | 3 – 1                                                                           | Austria under 21                                                                | Qual. Europeo Under-21 2023                                                     | -                                                                               | 89’                                                                             |
| 12-11-2021                                                                      | Baku                                                                            | Azerbaigian under 21                                                            | 0 – 3                                                                           | Austria under 21                                                                | Qual. Europeo Under-21 2023                                                     | -                                                                               |                                                                                 |
| 16-11-2021                                                                      | Ried im Innkreis                                                                | Austria under 21                                                                | 1 – 3                                                                           | Croazia under 21                                                                | Qual. Europeo Under-21 2023                                                     | -                                                                               |                                                                                 |
| Totale                                                                          |                                                                                 | Presenze                                                                        | 8                                                                               |                                                                                 | Reti                                                                            | 0                                                                               |                                                                                 |

## Palmarès

### Club

#### Competizioni nazionali
- Campionato tedesco di seconda divisione: 1

St. Pauli: 2023-2024